# Richaun Holmes
Richaun Diante Holmes (Lockport, 15 de outubro de 1993) é um jogador norte-americano de basquete profissional que atualmente joga no Washington Wizards da National Basketball Association (NBA).
Ele jogou basquete universitário por Bowling Green e foi selecionado pelo Philadelphia 76ers como a 37º escolha geral no draft da NBA de 2015. Ele jogou pelos 76ers por três temporadas antes de ser negociado com o Phoenix Suns na offseason de 2018. Ele jogou uma temporada com os Suns antes de assinar com o Sacramento Kings na offseason de 2019. Ele também jogou pelo Dallas Mavericks.

## Carreira no ensino médio e na universidade
Holmes é filho de dois administradores de uma igreja na área de Chicago. No ensino médio, Holmes cresceu de armador de 1,87 m para um ala de 2,10 m, mas não recebeu nenhuma oferta de bolsa de estudos da Divisão I da NCAA até que ele já tivesse se comprometido a jogar pelo Moraine Valley Community College, localizado em Illinois.
Em sua única temporada em Moraine Valley, Holmes teve médias de 19,3 pontos, 9,3 rebotes e 5,2 bloqueios. Após a temporada, ele se transferiu para Bowling Green.
Em sua segunda temporada em Bowling Green, Holmes teve médias de 6,5 pontos, 5,0 rebotes e 2,3 bloqueios. Ele dobrou seus números de pontuação ao contribuir com 7,7 rebotes e 2,5 bloqueios em sua terceira temporada. Com a contratação do técnico Chris Jans, Holmes trabalhou para melhorar todos os aspectos de seu jogo e adicionar um arremesso de três pontos, às vezes fazendo 1.000 arremessos por dia nos treinos. O resultado foi uma média de 14,7 pontos, 8,0 rebotes e 2,7 bloqueios com 56,3% acertos de arremessos e 41,9% em três pontos.

## Carreira profissional

### Philadelphia 76ers (2015–2018)
Em 25 de junho de 2015, Holmes foi selecionado pelo Philadelphia 76ers como a 37ª escolha geral no draft da NBA de 2015. Em 31 de julho de 2015, ele assinou um contrato de 3 anos e US$3.1 milhões com o 76ers após ter médias de 10 pontos e cinco rebotes em três jogos da Summer League.
Em 9 de novembro de 2015, ele teve sua primeira partida como titular na carreira, marcando 11 pontos, o recorde da temporada, em uma derrota para o Chicago Bulls. Ele superou essa marca em 10 de dezembro de 2015, com 14 pontos contra o San Antonio Spurs. Em 28 de dezembro de 2015, ele estabeleceu um novo recorde da temporada com 18 pontos em uma derrota de 95-91 para o Utah Jazz.

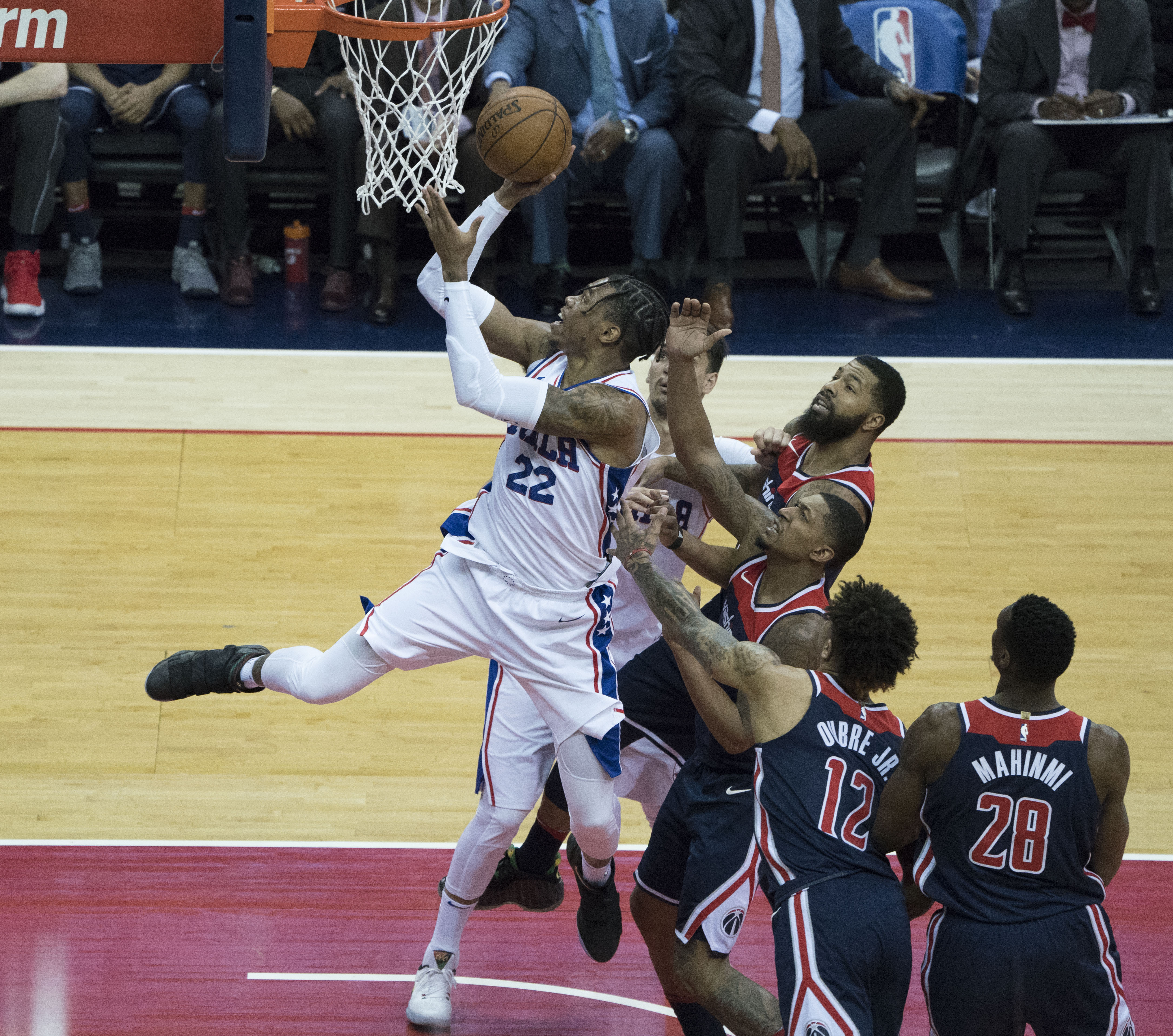
Holmes fazendo uma cesta em 2018

Em julho de 2016, Holmes voltou a se juntar aos 76ers para a Summer League de 2016. Em janeiro de 2017, ele foi designado três vezes para o Delaware 87ers da G-League. Ele se tornou uma figura na rotação dos Sixers em fevereiro de 2017 após a troca de Nerlens Noel e a lesão prolongada de Joel Embiid. Em 24 de fevereiro de 2017, ele teve 12 pontos, 10 rebotes e cinco bloqueios para ajudar os 76ers a derrotar o Washington Wizards por 120-112. Em 20 de março de 2017, ele registrou 24 pontos e 14 rebotes, recordes da carreira, em uma derrota por 112–109 na prorrogação para o Orlando Magic. Nove dias depois, ele estabeleceu um novo recorde da carreira com 25 pontos em uma derrota por 99–92 para o Atlanta Hawks.
Em 8 de outubro de 2017, Holmes foi descartado por aproximadamente três semanas após ser diagnosticado com uma fratura no osso radial do pulso esquerdo. Em 13 de junho de 2018, os 76ers anunciaram que haviam exercido a opção de renovação no quarto ano de seu contrato com Holmes.

### Phoenix Suns (2018–2019)
Em 20 de julho de 2018, Holmes foi negociado com o Phoenix Suns em troca de considerações em dinheiro.
Em 6 de novembro, ele teve recordes da temporada de 13 pontos e 10 rebotes em uma derrota por 104–82 para o Brooklyn Nets. Em 10 de dezembro, Holmes registrou um novo recorde da temporada de 19 pontos em uma derrota de 123–119 na prorrogação para o Los Angeles Clippers. Em 15 de março de 2019, Holmes registrou um duplo-duplo de 12 pontos e 11 rebotes, durante apenas 16 minutos, em uma derrota de 108–102 para o Houston Rockets.

### Sacramento Kings (2019–2023)
Em 16 de julho de 2019, Holmes assinou um contrato de dois anos e US$ 10 milhões com o Sacramento Kings. Em 6 de agosto de 2021, ele renovou com o Kings em um contrato de quatro anos e US$ 55 milhões. Em 18 de março de 2022, ele foi descartado pelo restante da temporada devido a problemas pessoais.

### Dallas Mavericks (2023–2024)
Em 6 de julho de 2023, Holmes, juntamente com os direitos de draft de Olivier-Maxence Prosper, foi negociado para o Dallas Mavericks.

### Washington Wizards (2024–Presente)
Em 8 de fevereiro de 2024, Holmes e uma futura escolha de primeira rodada foram negociados com o Washington Wizards em troca de Daniel Gafford. Em 29 de junho, ele assinou uma extensão de contrato de 2 anos e US$25.9 milhões com os Wizards.

## Estatísticas da carreira

### NBA

#### Temporada regular
| Ano      | Equipe       | PJ  | PT  | MPJ  | AP   | 3P   | LL   | RT  | AS  | BR | TO  | PPJ  |
| -------- | ------------ | --- | --- | ---- | ---- | ---- | ---- | --- | --- | -- | --- | ---- |
| 2015–16  | Philadelphia | 51  | 1   | 13.8 | .514 | .182 | .689 | 2.6 | .6  | .4 | .8  | 5.6  |
| 2016–17  | Philadelphia | 57  | 17  | 20.9 | .558 | .351 | .699 | 5.5 | 1.0 | .7 | 1.0 | 9.8  |
| 2017–18  | Philadelphia | 48  | 2   | 15.5 | .560 | .129 | .661 | 4.4 | 1.3 | .4 | .6  | 6.5  |
| 2018–19  | Phoenix      | 70  | 4   | 16.9 | .608 | —    | .731 | 4.7 | .9  | .6 | 1.1 | 8.2  |
| 2019–20  | Sacramento   | 44  | 38  | 28.2 | .648 | —    | .788 | 8.1 | 1.0 | .9 | 1.3 | 12.3 |
| 2020–21  | Sacramento   | 61  | 61  | 29.2 | .637 | .182 | .794 | 8.3 | 1.7 | .6 | 1.6 | 14.2 |
| 2021–22  | Sacramento   | 45  | 37  | 23.9 | .660 | .400 | .778 | 7.0 | 1.1 | .4 | .9  | 10.4 |
| 2022–23  | Sacramento   | 42  | 1   | 8.3  | .618 | .625 | .789 | 1.9 | .2  | .1 | .3  | 3.1  |
| 2023–24  | Dallas       | 23  | 2   | 10.3 | .559 | —    | .571 | 3.4 | .7  | .1 | .4  | 3.4  |
| 2023–24  | Washington   | 17  | 8   | 18.7 | .557 | .333 | .846 | 6.1 | .6  | .5 | .6  | 7.1  |
| Carreira | Carreira     | 458 | 171 | 18.5 | .591 | .314 | .734 | 5.1 | .9  | .4 | .8  | 8.0  |

#### Playoffs
| Ano  | Equipe       | PJ | PT | MPJ | AP   | 3P | LL | RT | AS | BR | TO | PPJ |
| ---- | ------------ | -- | -- | --- | ---- | -- | -- | -- | -- | -- | -- | --- |
| 2018 | Philadelphia | 3  | 0  | 3.7 | .000 | —  | —  | .3 | .3 | .0 | .0 | .0  |

### Universidade
| Ano      | Equipe        | PJ | PT | MPJ  | AP   | 3P   | LL   | RT  | AS | BR  | TO  | PPJ  |
| -------- | ------------- | -- | -- | ---- | ---- | ---- | ---- | --- | -- | --- | --- | ---- |
| 2012–13  | Bowling Green | 32 | 2  | 18.8 | .633 | .000 | .620 | 5.0 | .2 | .5  | 2.3 | 6.5  |
| 2013–14  | Bowling Green | 32 | 31 | 32.0 | .507 | .300 | .706 | 7.7 | .9 | 1.1 | 2.8 | 13.3 |
| 2014–15  | Bowling Green | 31 | 30 | 28.8 | .563 | .419 | .712 | 8.0 | .8 | .7  | 2.7 | 14.7 |
| Carreira | Carreira      | 95 | 63 | 26.5 | .567 | .239 | .679 | 6.8 | .6 | .7  | 2.6 | 11.5 |